# پالی هنرمند سیرک
پالی، هنرمند سیرک (انگلیسی: Polly of the Circus) یک فیلم درام پیشا-کد آمریکایی است که در سال ۱۹۳۲ منتشر شد.

## بازیگران
- ماریون دیویس
- کلارک گیبل
- سی اوبری اسمیت
- ریموند هاتون
- گوین «بیگ بوی» ویلیامز
- ماد ایبرن
- «لیتل بیلی» رودز
- لیلیان الیوت
- ری میلند
- دیوید لاندائو
- تاینی سندفورد
- فرانک رایس
- فرانک مک‌گلین